# Wicklowia aquatica
Wicklowia aquatica är en svampart som beskrevs av Raja, A. Ferrer & Shearer 2010. Wicklowia aquatica ingår i släktet Wicklowia, ordningen Pleosporales, klassen Dothideomycetes, divisionen sporsäcksvampar och riket svampar.   Inga underarter finns listade i Catalogue of Life.